# Catocala chekiangensis
Catocala chekiangensis là một loài bướm đêm trong họ Erebidae.